# Punch (tijdschrift)

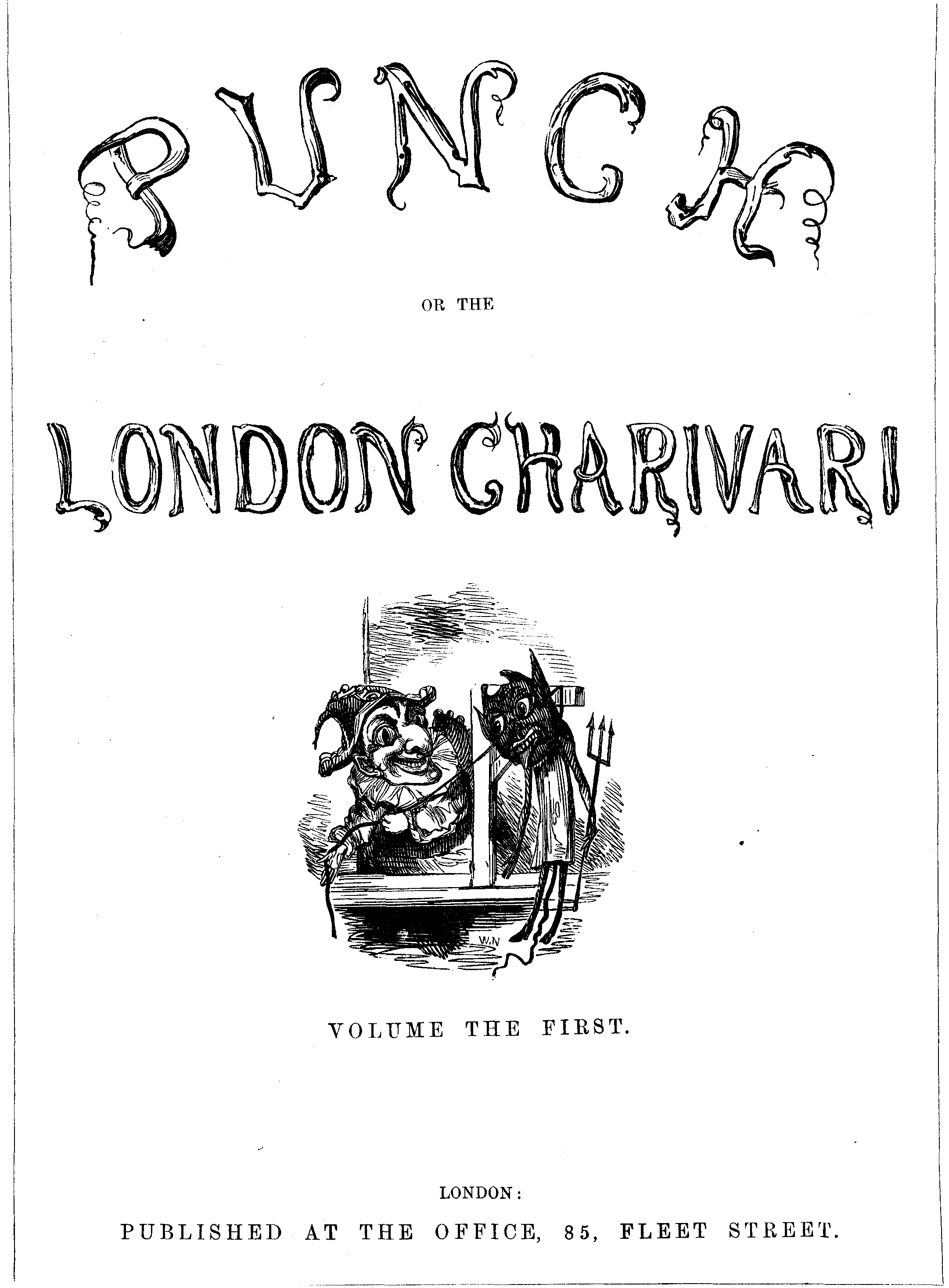
Omslag van het eerste nummer uit 1841, tekening en ontwerp Richard Doyle

Punch was in de 19e en 20e eeuw een Brits satirisch en humoristisch tijdschrift.
Het blad werd opgericht in 1841 en publiceerde tot 1992. Het is wereldberoemd geworden door de vele maatschappijkritische cartoons die door het blad werden gepubliceerd. In de periode van 1996 tot 2002 werd het blad opnieuw uitgegeven.
Een van de meest actieve illustratoren van het blad was Charles Samuel Keene, die van 1851 tot 1890 zijn medewerking verleende en voor een groot deel van die periode deel uitmaakte van de vaste staf. Ook Edward Linley Sambourne was verbonden aan Punch.
De titel van het blad verwijst naar de Engelse versie van de poppenkastfiguur Jan Klaassen. Aanvankelijk droeg het blad de ondertitel The London Charivari, als verwijzing naar het in Frankrijk verschijnende gelijksoortige blad Le Charivari.